# McCreery Dreiband Champion of Champions
Das McCreery Dreiband Champion of Champions (engl. McCreery 3-Cushion Champion of Champions) ist ein Dreiband-Einladungsturnier das 2018 erstmals offiziell ausgetragen wurde. Es ist mit einem Preisgeld von 600.000 $ das dato höchstdotierte Dreibandturnier.

## Geschichte
Bei den Verhoeven Open 2016 in New York drang erstmals die Meldung, dass der US-amerikanische Billard-Mäzen und Milliardär Robert Mercer ein Dreibandturnier mit einem hohen Preisgeld ausrichten möchte, an die Öffentlichkeit. Nach einem Zusammentreffen mit dem UMB-Präsidenten Farouk el-Barki am 20. – 22. Januar 2018 wurde beschlossen dieses Turnier offiziell als UMB-Turnier in den Kalender aufzunehmen. Das Turnier sollte demnach auf dem Privatanwesen „Owl‘s Nest“ Mercers Platz finden. Dafür ließ dieser extra ein Haus, in dem die Technik, Unterkünfte und drei separat ausgestattete Billardräume untergebracht sind, bauen. Da Mercer als zurückgezogen lebender Mensch gilt und dies sein Privatanwesen ist, wird die Erstausgabe 2018 zunächst ohne Publikum stattfinden. Dafür sorgt Mercer aber mit außerordentlicher TV-Technik dafür, dass der französische TV-Sender Kozoom, mit dem die UMB einen Übertragungsvertrag hat, live übertragen kann. Ähnlich wie bei dem vom niederländischen IT-Milliardär Joop van Oosterom veranstalteten Crystal Kelly Turnier werden alle Spieler, Schiedsrichter und Kozoom auf dem Anwesen untergebracht. Im Unterschied zu Crystal Kelly durften die Spieler jedoch ihre Frauen nicht mitbringen. Handys, Fotoapparate etc. sind strengstens verboten.
Das zweite McCreery Dreiband Champion of Champions Turnier findet vom 11. bis zum 17. Oktober im Golden Nugget Casino in Las Vegas statt. Das Turnier wird auf 18 Teilnehmer erhöht und es sind Zuschauer zugelassen. Das Preisgeld für den Sieger steigt auf 200.000 US$. Gesetzt sind die ersten sieben Spieler der Weltrangliste vom 31. Dezember 2019. Weitere zwei Plätze werden in einem Qualifikationsturnier vom 26. bis zum 28. Juni in Dublin in Irland ermittelt. Zu diesem Turnier sind 10 Spieler zugelassen, die unterhalb der Top sieben stehen. Die weiteren neun Teilnehmer werden noch bekanntgegeben.
Das Turnier wurde wegen der COVID-19-Pandemie abgesagt.

### Namensgebung
Das Turnier wurde zu Ehren von Wayman Crow McCreery (1851–1901) benannt, einem der erfolgreichsten Amateure des späten 19. Jahrhunderts. Ihm wird die Erfindung und Entwicklung des Dreiband-Billards als eine separate Disziplin für Turniere und Wettbewerbe in den 1870er Jahren zugeschrieben. Er war ein prominenter Bürger von St. Louis, galt in den späten 1800er Jahren als einer der besten Billardamateure. Willie Hoppe nannte ihn „einen der fähigsten Spieler des Landes“. Das erste Dreiband-Turnier, das von Leon Magnus gewonnen wurde, fand im Januar 1878 in St. Louis im „C. E. Mussey's Room“ statt. McCreery war einer von fünf Teilnehmern und aller Wahrscheinlichkeit nach auch einer der Sponsoren. Die Erstausgabe der neuen Turnierserie fällt somit auf das 140-jährige Jubiläum des ersten Dreibandturniers.

## Ausstattung und Technik
Die Billardräume sind separiert voneinander und tragen Namen.
| Nr. | Name          | Design                                                                                    |
| --- | ------------- | ----------------------------------------------------------------------------------------- |
| 1   | McCreery Room | Wandverkleidung: Orientalisch/muslimisches Flechtmuster auf schwarzem Hintergrund         |
| 2   | The Salon     | Wandverkleidung: Klassizistisches Kassettenvertäfelung, Wurzelholzoptik in Rot/Rosé/Beige |
| 3   | The Club Room | Wandverkleidung: Wie Raum 2                                                               |

### Boden
Die Tische der amerikanischen Billardfirma „Roy Billiards“ stehen auf einem dunkelgrauen Teppichboden mit einer hellgrauen, tischgroßen Einlage direkt unter dem Tisch. Diese fungiert als Reflexionsfläche für die Unterleuchtung. Die Unterleuchtung (je nach Bedarf weiß, gelb oder rot) dient dem Zweck der Anzeige der aktuellen Spielballfarbe (weiß oder gelb) oder, als rotes Blinklicht, als Warnhinweis für die letzten 10 Sekunden der ablaufenden Shot-Clock (zusätzliches Tonsignal < 5 Sekunden).

### Kameras
Wie beim Snooker schon lange üblich, gibt es Kameras in den Bandenecken. Anders als beim normalen Turnierbetrieb gibt es keine Kameramänner. Sie wurden komplett durch ferngesteuert fahrbare Kameras ersetzt. In der Schiedsrichter- und Technikecke steht eine festmontierte Kamera (Still-Cam), an einer Längsseite des Raumes ist Wandseitig eine 1-Achsen-Kamera montiert, die die Tischlänge abdeckt. An der Decke befinden sich, neben der üblichen Turnierbeleuchtung, zwei weitere Kameras. Diese 2-Achsen-Kameras machen die Ballverfolgung in Längs- und Querrichtung möglich.

### Turnierpersonal
Jedes Spiel wird von zwei Schiedsrichtern und einem Technikassistenten verfolgt, wobei sich jeweils ein Schiedsrichter am Tisch befindet, während der andere als „Scorekeeper“ fungiert und die Punkte auf dem Spielzettel vermerkt. Nach der Halbzeit wird gewechselt. Der technische Assistent ist für den Videobeweis, Anzeigetafel etc. zuständig.

#### Kommentatoren
Die TV-Übertragung wird (2018) von zwei Kommentatoren begleitet (Hintergrund-Kommentare). Als Fachkommentator fungiert Bert van Manen, selbst Dreibandspieler, Fachbuchautor und seit 2014 Autor mit einer eigenen Kolumne bei Kozoom, der andere ist der US-amerikanische Sportkommentator (Polobillard und Boxen) Ted Lerner. Nach den Spielen werden kurze Interviews von Kurt Ceulemans (Sohn Raymond Ceulemans') und der US-Poolspielerin Jeanette Lee geführt. Als fünfter des Teams wurde der NBC-Sportreporter Todd Harris verpflichtet. Für Kurzinterviews steht ein wohnzimmerähnlich eingerichtetes separates Studio zur Verfügung.

## Modus
Gespielt wird im Round-Robin-Modus (Jeder gegen Jeden) bis 40 Punkte. Nach Abschluss dieser Runde spielen die ersten Vier im KO-System (1 gegen 4 und 2 gegen 3) die Finalteilnehmer aus. Die KO-Spiele werden bis 50 Punkte gespielt. Wie immer in den USA werden alle Partien ohne Nachstoß gespielt. Der Sieger erhält 150.000 US$ als Preisgeld.

## Turnierstatistiken
| Jahr | Ort           | Sieger           | GD    | Finalist    | GD    | Halbfinalisten | GD    |
| ---- | ------------- | ---------------- | ----- | ----------- | ----- | -------------- | ----- |
| 2018 | New York City | Frédéric Caudron | 1,980 | Eddy Merckx | 1,721 | Dick Jaspers   | 1,868 |
| 2018 | New York City | Frédéric Caudron | 1,980 | Eddy Merckx | 1,721 | Semih Saygıner | 1,717 |
| 2020 | Las Vegas     |                  | ?     |             | ?     |                | ?     |
| 2020 | Las Vegas     | ?                | ?     |             | ?     |                |       |